# Kirikou et la Sorcière
Vous lisez un « bon article » labellisé en 2011.
Série
Kirikou et les Bêtes sauvages
(2005)
Pour plus de détails, voir Fiche technique et Distribution.
Kirikou et la Sorcière est un long métrage d'animation franco-belgo-luxembourgeois réalisé par Michel Ocelot et sorti en 1998. Adapté d'un conte africain, le film raconte les aventures de Kirikou, un garçon minuscule mais à l'intelligence et à la générosité hors du commun, dans sa lutte contre la sorcière Karaba, qui tyrannise les habitants du village à l'aide de ses pouvoirs maléfiques et d'une armée de fétiches. Par son scénario, ses graphismes, sa musique et ses doublages, Kirikou s'inspire au plus près des cultures de l'Afrique de l'Ouest.
Premier long métrage de Michel Ocelot, Kirikou et la Sorcière remporte un succès critique et commercial inattendu, avec près d'un million d'entrées au cours de sa première exploitation en France. Ce succès exerce une influence très positive sur le développement de l'industrie de l'animation en France et sur le financement d'autres longs-métrages animés dans le pays au cours des années suivantes.
Kirikou et la Sorcière a été suivi d'un deuxième film, Kirikou et les Bêtes sauvages, sorti en 2005, qui raconte d'autres aventures de Kirikou prenant place pendant les événements du premier film, puis d'un troisième film sur le même principe, Kirikou et les Hommes et les Femmes, fin 2012. Le personnage de Kirikou a également été décliné sur d'autres supports tels que des livres pour la jeunesse, un jeu vidéo et des films documentaires.

## Synopsis
L’histoire se déroule dans un village ouest-africain intemporel et conte les aventures de Kirikou, un petit garçon qui parle déjà dans le ventre de sa mère, Madela et qui s’enfante tout seul. Le village est frappé par la malédiction d'une puissante sorcière, Karaba, qui fait régner la terreur à l’aide d’une armée de fétiches animés. La source proche du village est asséchée et tous les hommes ont disparu. Kirikou veut savoir pourquoi Karaba est une sorcière tellement méchante et décide d’aider les villageois.
Les hommes partis combattre Karaba ont disparu : la rumeur dit qu’elle les aurait mangés. À peine né, Kirikou commence par sauver son oncle, Apo, parti affronter la sorcière, en se cachant sous son chapeau pour le conseiller. Le petit garçon parvient à faire échanger ce que Karaba prend pour un chapeau magique contre la promesse de laisser le village en paix. Mais la sorcière finit par découvrir la ruse et poursuit ses menaces. Elle réclame le peu d’or qui reste aux femmes du village – celles-ci s'exécutent, mais Karaba envoie ensuite des fétiches inspecter les maisons, et, lorsqu’ils découvrent un bijou caché par l’une des femmes, ils brûlent sa maison devant les villageois impuissants car privés d’eau.
Madela explique à son enfant que la source est maudite et ne donne plus d’eau, ce qui contraint les villageois à aller puiser au marigot, beaucoup plus loin. Ayant accompagné sa mère au marigot, Kirikou surveille les enfants qui jouent à la rivière. Karaba tente par deux fois de les enlever, d’abord à l’aide d’une pirogue ensorcelée, ensuite par le biais d’un arbre maléfique ; mais à chaque fois, Kirikou sauve les enfants. Il s’aventure ensuite jusqu’à la source maudite, et, grâce à sa taille minuscule, parvient à s’introduire dans le conduit asséché. Ayant découvert qu’une énorme créature a élu domicile dans la grotte et y boit toute l’eau, il la tue : l’eau afflue de nouveau, mais Kirikou manque de périr noyé.
En discutant avec Kirikou, sa mère lui apprend que le seul homme capable de savoir pourquoi Karaba est méchante est le sage, son grand-père, qui vit dans la montagne interdite, derrière la case de Karaba. Mais la sorcière défend à quiconque de passer – d’autant plus que le fétiche guetteur est très vigilant et n’hésite pas à alerter sa maîtresse à tout moment.
Kirikou, ayant mis au point une ruse avec l’aide de sa mère, passe par le sous-sol en empruntant les conduits de plusieurs terriers où il doit affronter une zorille, se lie d'amitié avec des rats palmistes, et parvient à atteindre la montagne sans être aperçu par le fétiche guetteur. Peu après, il voyage alors à travers la forêt puis sur la montagne, où il doit faire face à une huppe fasciée puis à un dangereux phacochère. En fin de compte, il atteint la grande termitière où séjourne le sage. Celui-ci apprend à Kirikou que Karaba doit sa méchanceté et ses pouvoirs maléfiques à une épine que des hommes lui ont enfoncée dans le dos, et qui la fait atrocement souffrir. Kirikou décide alors d’ôter l’épine à la sorcière.
De retour près de la case de Karaba, Kirikou y pénètre en passant par le sous-sol pour reprendre plusieurs bijoux volés par la sorcière. Il part ensuite les enterrer dans la forêt près du village. Folle de rage, Karaba est résolue à tuer Kirikou. Après que sa vipère a échoué à atteindre l'enfant, elle sort de sa case et commence par aller déterrer les bijoux elle-même. Mais c’est une ruse : pendant qu’elle se penche, Kirikou saute sur son dos et lui enlève l’épine. Karaba hurle si fort qu'elle se fait entendre par les villageois interloqués.
Libérée de la douleur et du maléfice, Karaba redevient elle-même. Kirikou, en remerciement, lui demande de l’épouser, mais Karaba lui objecte qu’il est trop jeune. Alors, il n’obtient qu’un baiser, mais ce baiser suffit à le faire grandir instantanément et à le rendre adulte.
Aussitôt, Kirikou rentre au village accompagné de Karaba. Méconnaissable pour les villageois, il est finalement reconnu par sa mère. Les villageois, qui veulent venger les hommes du village que Karaba a fait disparaître, s’apprêtent à la tuer, lorsque soudain tous les hommes reviennent en cortège au son des tam-tam, accompagnés par le sage de la montagne. Celui-ci explique que Karaba ne mangeait pas les hommes, mais les changeait en « objets obéissants » pour les asservir ; Karaba a perdu ses pouvoirs et le sortilège est levé. Le village, de nouveau au grand complet, se réjouit du retour des disparus, et Kirikou embrasse Karaba.

## Fiche technique
| - Réalisation : Michel Ocelot - Scénario et dialogues : Michel Ocelot - Scénarimage : Michel Ocelot - Décors : Anne-Lise Koehler et Thierry Million - Animation : Exist Studio (Hongrie), Rija Studio (Lettonie), Odec Kid Cartoons (Belgique) - Son : Philippe Brunot, Paul Gagnon - Montage : Dominique Lefever - Musique originale : Youssou N'Dour - Production : Didier Brunner ; - Production exécutive : Didier Brunner, Paul Thiltges, Jacques Vercruyssen, Violette Vercruyssen, Vilnis Kalnaellis (à Riga), Arlette Zylberberg (pour la RTBF) - Sociétés de production : - Sociétés de production déléguées : Les Armateurs, Trans Europe Film - Sociétés de production étrangères : Odec Kid Cartoons (Belgique) - Autres sociétés participant au financement : Canal+ (participation), Exposure, France 3 Cinéma, Procirep, Studio O, Trans Europe Film (France), Fonds national de soutien à la production audiovisuelle, Monipoly (Luxembourg), RTBF (Belgique) | - Société de distribution : Gébéka Films (France) - Budget : environ 3 800 000 euros - Pays de production : France, Belgique, Luxembourg - Langue : français - Durée : 74 minutes - Format : couleur — 35 mm — 1,66:1 — Dolby SR - Dates de sorties : - France : 9 décembre 1998 ; - Belgique : 31 mars 1999 ; - Suisse : 7 octobre 1999 ; - Québec : 21 décembre 1999 ; |

## Distribution

### Voix françaises
- Doudou Gueye Thiaw : Kirikou
- Awa Sène Sarr : Karaba (la sorcière)
- Maimouna N'Diaye : Madela (la mère de Kirikou)
- Robert Liensol : le sage dans la montagne (le grand-père de Kirikou)
- William Nadylam et Sébastien Hébrant : Kirikou adulte
- Thilombo Lubambu : Apo (l'oncle de Kirikou)
- Marie Augustine Diatta : Monkuga (la femme forte)
- Moustapha Diop et Samba Wane : Djohodo (le fétiche sur le toit)
- Isseu Niang : Izari (la femme maigre)
- Selly Raby Kane : la grande fille
- Erick Patrick Correa : le grand garçon
- Adjoua Barry : la fille moyenne
- Charles Edouard Gomis Correa : le garçon moyen
- Marie-Louise Shedeye Diiddi : Zouya (la petite fille)
- Abdoulayé Diop Yama : Aboulou (le vieillard)
- Josephine Theodora M'Boup : Kobab (la femme moyenne)
- Tabata N'Diaye : Vineya (la femme âgée)
- Aminatha N'Diaye : Swaya (la femme-mère)
- François Chicaïa : l'homme du village
- N'Deyé Aïta N'Diaye : Dnayam (la femme du village)
- Abdou El Aziz Gueye : Rowadou (l'homme du village)
- Boury Kandé : Ustouri (la femme du village)
- Assy Dieng Bâ : le cri de Karaba (lorsque Kirikou lui enlève son épine dans le dos)
- Michel Elias : voix, sons et bruitages des animaux

Source et légende : Version française (V. F.) sur AnimeLand

### Voix anglaises
- Theo Sebeko : Kirikou enfant
- Antoinette Kellermann : Karaba
- Fezile Mpela : l'Oncle
- Kombisile Sangweni : la mère de Kirikou
- Mabutho « Kid » Sithole : le Vieillard

## Production

### Financement

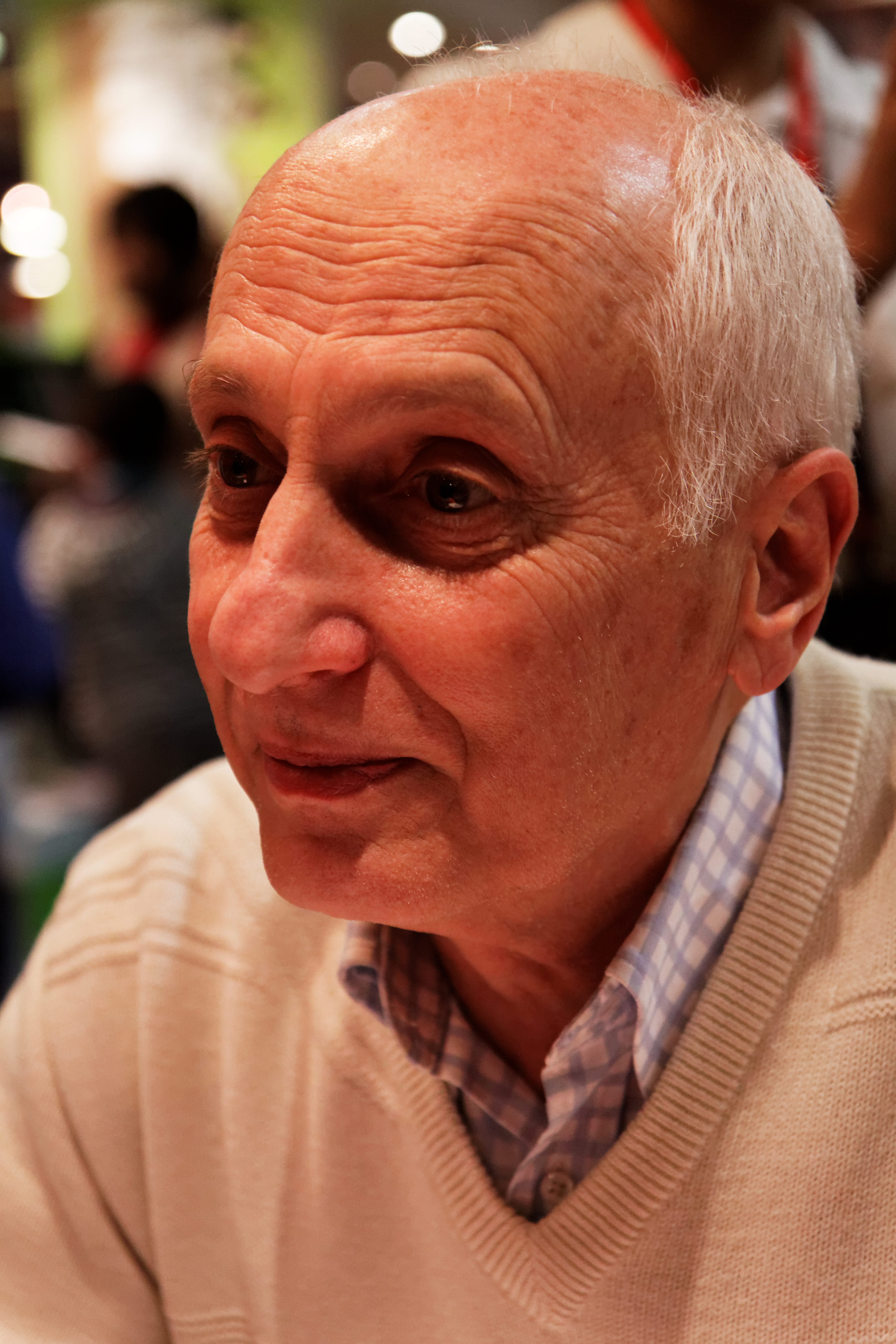
Michel Ocelot, réalisateur de Kirikou et la Sorcière (ici à Montreuil en 2012).

Kirikou et la Sorcière est un film à petit budget : l'un des producteurs, Didier Brunner, explique cela par le fait que le film fait figure de projet d'art et d'essai aux yeux des investisseurs, par distinction avec d'autres projets plus commerciaux (comme Le Château des singes de Jean-François Laguionie, plus proche des dessins animés grand public à la Disney). Le budget prévu, bien que petit, n'est pas facile à réunir, et son rassemblement prend du temps. Les premiers fonds réunis sont une avance sur recettes du Centre national de la cinématographie de 2,2 millions de francs, et une participation de la chaîne Canal+ à hauteur de 3,5 millions de francs ; le reste du budget est rassemblé à l'international, ce qui a pour résultat d'éparpiller la production entre plusieurs pays (comme cela se fait plutôt pour les séries télévisées) et la rend plus compliquée. Le film bénéficie largement des aides accordées par plusieurs institutions : le CNC, le Fonds Eurimages du conseil de l'Europe, le Programme média de l'Union européenne, le Centre du cinéma et de l'audiovisuel de la Communauté française de Belgique, l'Agence de coopération culturelle et technique, le Fonds international de soutien à la production audiovisuelle du Luxembourg, et la Procirep.
Deux ans sont nécessaires au financement du film, et quatre ans à la fabrication proprement dite. Le budget final du film s'élève à 25 millions de francs d'alors, soit 3,8 millions d'euros,.

### Scénario
Michel Ocelot écrit le scénario en s'inspirant librement d'un conte africain. Il trouve l'idée de départ dans un recueil de contes populaires d'Afrique occidentale recueillis par Equilbecq, un administrateur des colonies françaises, en 1912. Dans l'un des contes, un enfant parle alors qu'il est encore à l'intérieur du ventre de sa mère et réclame de naître ; celle-ci lui répond sans se départir de son calme, l'enfant naît tout seul, puis se lave tout seul, et va aussitôt affronter une sorcière qui menace le village. Cet enfant prodigieux qui inspire Kirikou est Izé Gani, rendu fameux par la version qu'en a donnée Boubou Hama. Michel Ocelot conserve le début du conte, mais apporte beaucoup de modifications à la suite de l'histoire, de sorte que le scénario final est en grande partie son invention. Dans le conte original, l'enfant dispose d'autant de pouvoirs que la sorcière, qu'il finit par tuer purement et simplement ; et il n'est plus question de sa mère après sa naissance. Dans le film d'animation, en revanche, Kirikou se pose davantage de questions, et guérit la sorcière au lieu de la tuer ; la sorcière est décrite comme très puissante (elle est dite avoir dévoré tous les guerriers du village et asséché la source), et la mère de Kirikou garde un rôle après la naissance du héros. L'agression de Karaba par des hommes et l'épine qui lui donne ses pouvoirs magiques forment un autre élément propre au scénario du film ; de même pour le baiser qui, à la fin de l'histoire, transforme Kirikou en adulte, et qu'Ocelot a emprunté aux procédés narratifs des contes occidentaux. Les noms « Kirikou » et « Karaba » sont également des inventions d'Ocelot, et n'ont pas de signification particulière ; on peut toutefois rapprocher le nom de Karaba de celui de la fée Carabosse. Ocelot tient à ce que Kirikou, contrairement à la sorcière, ne dispose d'aucun pouvoir particulier, ni de talisman magique. L'histoire est établie en une semaine, puis fait l'objet de nombreuses relectures.

### Conception graphique

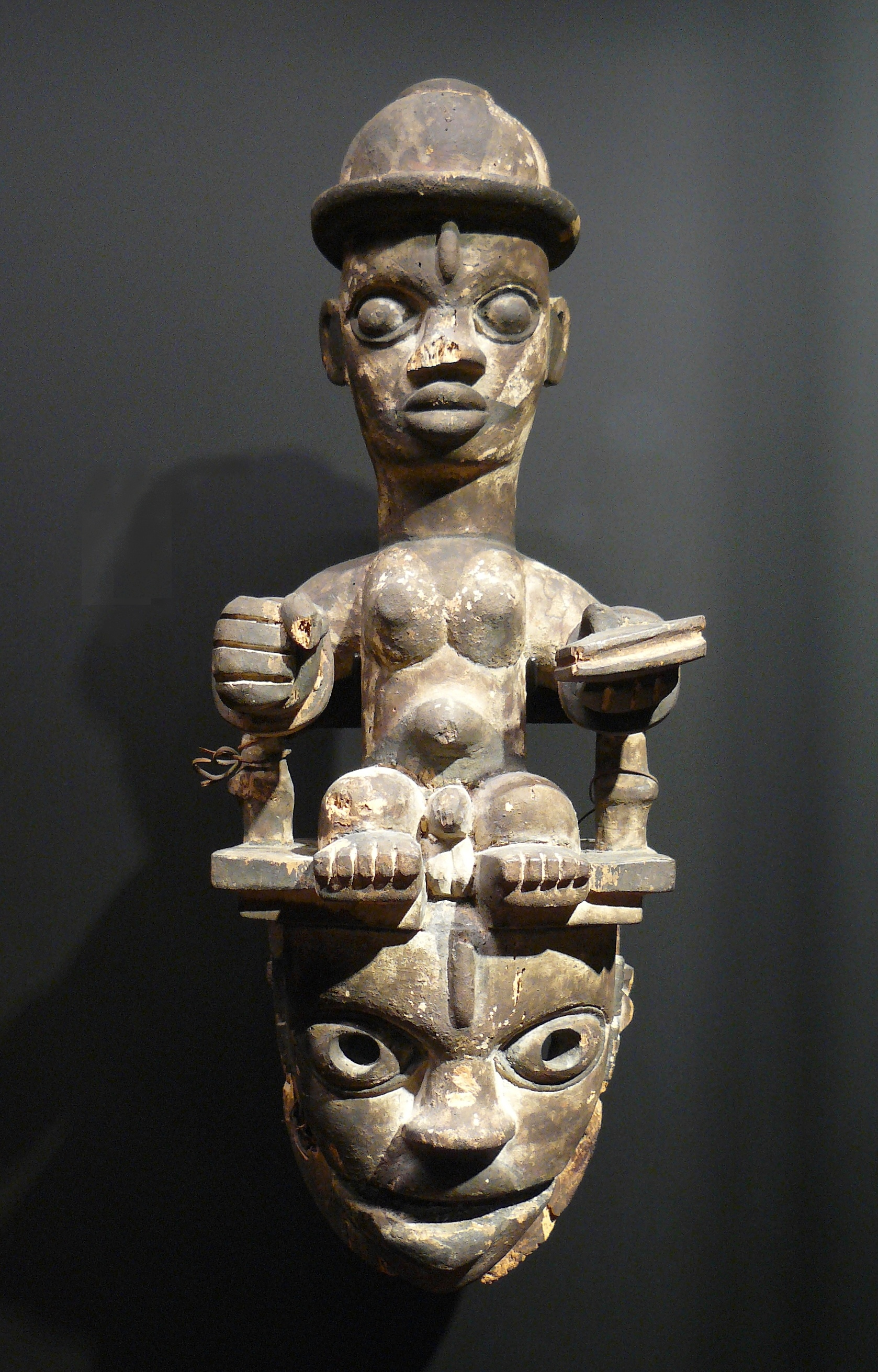
Masque en bois ogoni du XX (Musée du quai Branly, Paris).

Michel Ocelot consacre plusieurs mois à la conception visuelle des personnages et des principaux décors. La représentation graphique de l'Afrique pose un problème, car les arts africains disposent d'une riche tradition décorative, mais assez peu d'arts graphiques figuratifs ; Michel Ocelot s'inspire alors des tableaux du Douanier Rousseau pour concevoir l'univers visuel du film, et de l'art égyptien antique pour l'apparence des personnages.
Pour les personnages, Michel Ocelot commence par réaliser des croquis et des esquisses, en s'aidant de photographies, puis en simplifie et en adapte le trait afin de parvenir à des modèles bien définis et répondant aux contraintes techniques de l'animation. Une première version du projet employait des silhouettes presque entièrement noires se déplaçant sur des décors colorés, dans un style proche du théâtre d'ombres, comme les courts métrages déjà réalisés par Ocelot (notamment ceux regroupés par la suite dans Princes et Princesses en 2000) ; mais Ocelot doit abandonner ces premiers visuels, ses conseillers craignant de ne pas pouvoir convaincre les investisseurs, et élabore alors un nouveau projet employant des dessins au trait coloriés, plus proches des dessins animés conventionnels.
Certains éléments de cette première version subsistent cependant dans la suite, comme l'apparence générale de la sorcière Karaba, dont les nombreux bijoux sur le cou, les bras et la poitrine permettaient de rendre ses gestes plus lisibles dans la version en ombres chinoises. Ces nombreuses parures, ainsi que la coiffure complexe de Karaba, la rendent plus difficile à animer par la suite, mais sont conservées car il s'agit d'un personnage central de l'histoire. Les autres personnages subissent de nombreuses retouches dues aux contraintes de l'animation : ainsi une tresse arrondie sur le front de la mère de Kirikou est supprimée, et la coiffe du grand-père doit être simplifiée. La coiffe définitive du grand-père, proche des coiffes des pharaons de l'Égypte ancienne, s'inspire en réalité d'un bronze du Bénin datant du XVIe siècle ; de même, Ocelot s'inspire de statues d'Afrique noire et de photographies de vieillards pour l'arrangement particulier de sa barbiche.
Pour les fétiches animés qui sont aux ordres de la sorcière Karaba, Michel Ocelot s'inspire de fétiches de l'art africain traditionnel, en empruntant à plusieurs styles et en y ajoutant une agressivité propre aux serviteurs d'une sorcière maléfique. Par exemple, l'apparence du « fétiche preneur » (chargé de rapporter des objets à Karaba) s'inspire du style moumouyé et celle du « fétiche parleur » (porte-parole de la sorcière) du style oyoni, tandis que d'autres, comme le « fétiche renifleur », sont de pures inventions visuelles.
Les décors sont conçus conjointement par Michel Ocelot et Anne-Lise Koehler, puis Thierry Million. Les consignes de Michel Ocelot quant à la représentation de la végétation sont d'allier l'exactitude botanique, qui impose une grande minutie de détail, à une stylisation inspirée de l'art égyptien et à des couleurs inspirées des tableaux du Douanier Rousseau.

### Conception sonore

#### Les voix
Pour compléter l'identité africaine du film, les voix françaises sont assurées par des Sénégalais et le doublage anglais par des Sud-Africains noirs. Les autres doublages, en revanche, ne contiennent pas d'accent particulier, Ocelot tenant à limiter l'accent africain aux langues occidentales effectivement parlées en Afrique (le français et l'anglais) sans tenter d'imiter un accent africain dans les autres.
Les voix du film sont enregistrées au Sénégal, à Dakar. Ocelot et son équipe auditionnent des comédiens et des écoliers. Pour la voix de Kirikou enfant, Ocelot choisit Doudou Gueye Thiaw, dont l'accent n'est pas jugé comme très prononcé, mais qui s'avère le meilleur acteur de doublage. Le doublage anglais, quant à lui, est enregistré en Afrique du Sud, également sous la direction de Michel Ocelot.

#### La musique

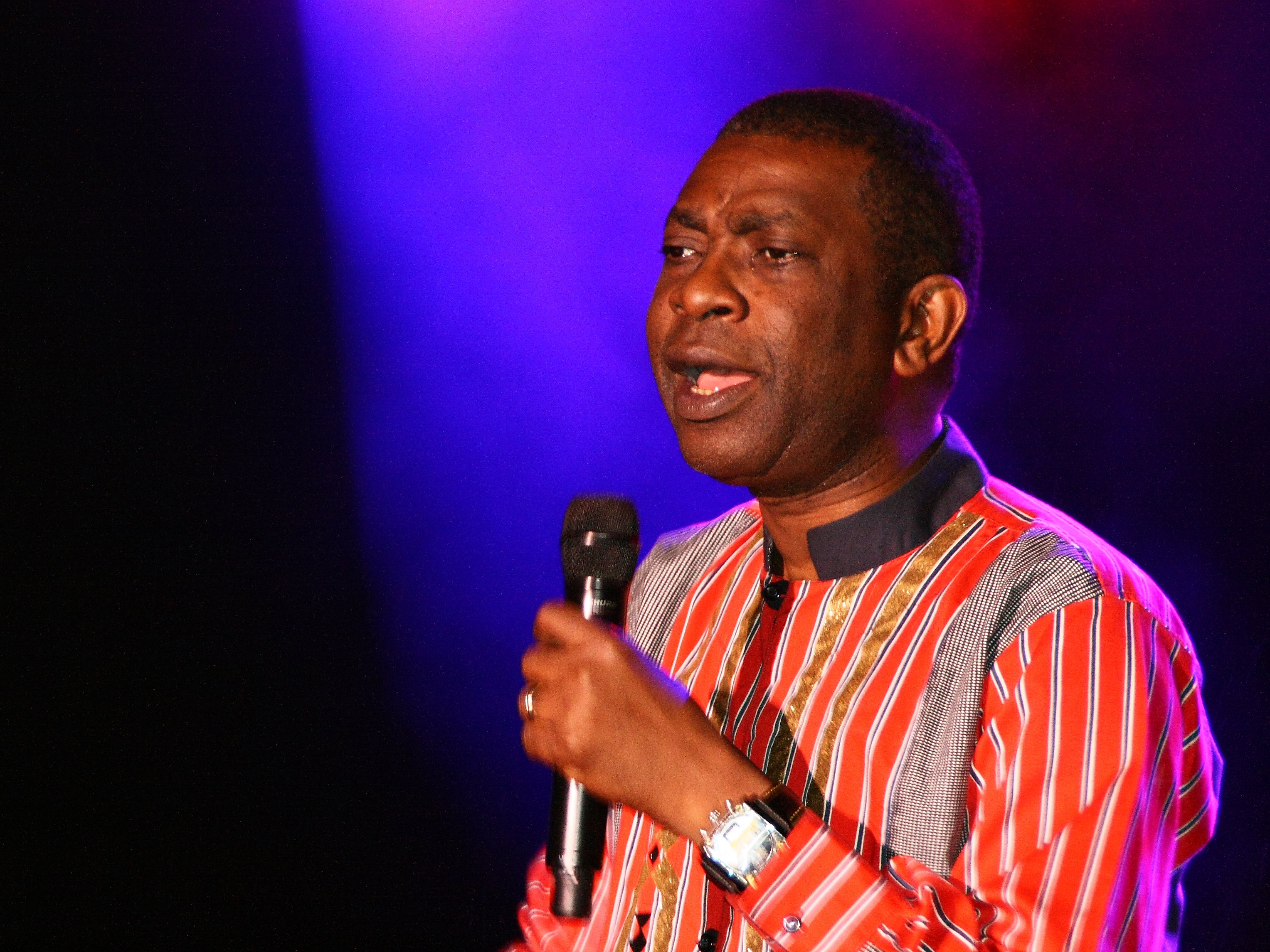
Youssou N'Dour (ici en 2011), compose la musique du film.

La musique est également enregistrée en Afrique. L'équipe du film envoie le scénario de Kirikou au chanteur sénégalais Youssou N'Dour, qui accepte de composer la musique du film. Michel Ocelot lui impose plusieurs contraintes : l'emploi des mêmes comédiens pour les dialogues et pour les parties chantées, l'utilisation d'instruments traditionnels africains, et la restriction de l'emploi des tam-tam, instruments traditionnels des hommes, aux toutes dernières scènes du film, puisque les hommes du village de Kirikou, enlevés par Karaba, restent absents de l'histoire jusqu'au dénouement. La bande originale du film emploie des instruments comme la kora (pour la séquence de la naissance), la flûte tokoro (pour la scène où Kirikou s'aventure dans le terrier d'une zorille), le balafon ou encore la sanza (pour la scène de la source).
Youssou N'Dour compose également la chanson du générique de fin, dont les paroles sont en wolof, la principale langue parlée au Sénégal. Au départ, il était convenu que Youssou N'dour devait interpréter la chanson lui-même, et l'enregistrement a bel et bien lieu à Dakar ; mais le label de Youssou N'Dour, Sony, interdit après coup l'emploi de cet enregistrement, en arguant qu'il ferait tort aux albums du chanteur. C'est finalement Mendy Boubacar, autre chanteur vivant à Dakar, qui interprète la chanson dans le film.

### Fabrication
La production du film est éparpillée entre six studios situés dans cinq pays : Paris, Riga, Budapest, Bruxelles, Angoulême et Dakar. Michel Ocelot se déplace constamment entre les différents studios pour guider les équipes et assurer la cohérence du projet. Dans son livre Tout sur Kirikou paru en 2003, il dit garder le souvenir d'une production mouvementée, marquée par des tensions entre les huit coproducteurs du film, dont la collaboration était due à l'origine aux contraintes économiques du financement et non à un projet artistique commun. La charge de travail d'Ocelot est encore alourdie par le fait qu'il mène de front la production de Kirikou et son poste de président de l'Association internationale du film d'animation.

#### Scénarimage et mise en place
Michel Ocelot réalise lui-même un premier scénarimage que les producteurs estiment trop indigent ; un second est réalisé sur commande par des professionnels, mais s'avère, à l'inverse, trop éloigné de la vision qu'Ocelot a de son histoire, et peu réalisable à cause d'effets d'ombre et de perspective incompatibles avec les contraintes économiques du projet ; c'est finalement le scénarimage d'Ocelot qui est utilisé.

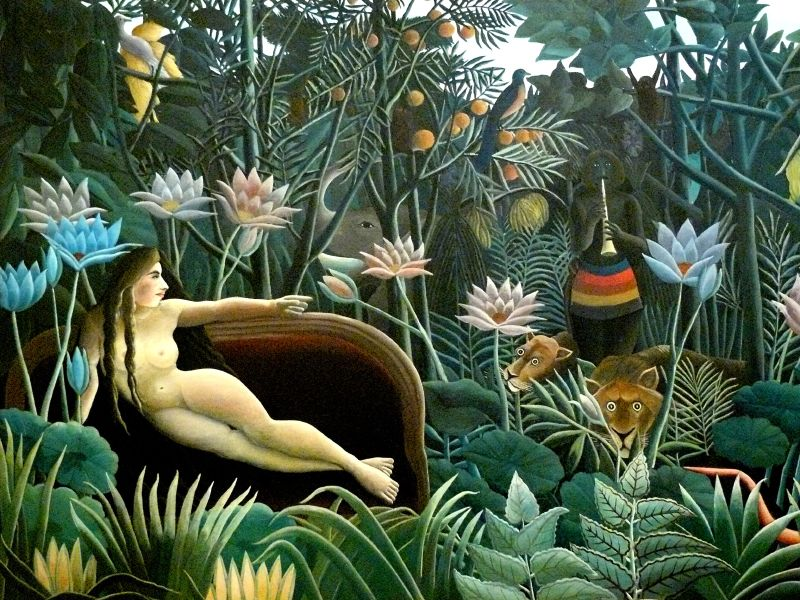
Le Rêve, tableau du Douanier Rousseau (1910) dont le style a servi d'inspiration pour l'univers visuel de Kirikou.

Le scénarimage sert de base à l'équipe chargée de la mise en place du film. La mise en place consiste à réaliser, pour les 1 200 plans de Kirikou, le travail de préparation qui doit fournir aux animateurs tous les éléments nécessaires à l'exécution de l'animation. Chaque plan, numéroté, fait l'objet d'un dossier préparatoire complet, qui comprend principalement les indications de détection du son (qui permettent d'animer les personnages en fonction des dialogues enregistrés au préalable), les dessins des éléments de décor, le cadrage dans lequel est ensuite dessinée l'animation, les indications précises des mouvements de caméra, une feuille de tournage image par image, et les dessins des personnages à l'échelle à laquelle ils seront ensuite exécutés par les animateurs, avec toutes les indications sur leurs expressions, attitudes et gestes au cours de la scène, leurs tailles respectives, leurs distances les uns par rapport aux autres, etc. L'équipe de mise en place assure également la cohérence entre eux des plans du film. Cette équipe travaille à Angoulême, puis à Paris ; elle comprend notamment plusieurs dessinateurs qui réalisent de multiples dessins de décors, d'accessoires et de personnages secondaires.
À partir de ses recherches, Michel Ocelot réalise les modèles-rotations des personnages principaux, c'est-à-dire les dessins montrant chaque personnage de face, de dos, de profil, de trois-quarts, indiquant comment dessiner ses différentes expressions, ses principaux gestes, etc., pour servir ensuite de modèles de référence aux différentes équipes d'animateurs. Eric Serre dessine les modèles des personnages secondaires et de la plupart des animaux. Anne-Lise Koehler dessine les modèles des oiseaux. L'équipe de mise en place (Eric Serre, Christophe Lourdelet, Bénédicte Galup, Anne-Lise Koehler, Stéfane Sichère, Pascal Lemaire…), de son côté, se charge de réaliser les modèles des multiples objets et accessoires qui apparaissent dans le film. Comme souvent en animation, les dessinateurs utilisent parfois des modèles vivants improvisés (eux-mêmes ou leurs collègues) afin de dessiner gestes et expressions avec justesse. Les modèles sont réalisés à plusieurs échelles (grandeur 1, grandeur 2, grandeur 1/2, etc.) avec plusieurs niveaux de détail selon qu'ils sont destinés à des plans larges ou à des gros plans ; tous les dessins inclus dans les dossiers d'une même scène sont à la même grandeur, afin d'éviter les incohérences de taille au cours de l'animation.
Les décors du film sont d'abord dessinés au trait à partir des indications encore très générales du scénarimage, puis mis en couleur par les coloristes, parfois à la main (à l'aquarelle ou à la gouache), parfois à l'aide d'outils informatiques. Les décors complexes (comme les forêts) sont réalisés à l'aide d'une série d'éléments dessinés individuellement et que l'on assemble ensuite pour former le décor final.

#### Animation
L'animation proprement dite de Kirikou a lieu dans deux studios d'Europe de l'Est : Exist Studio, situé à Budapest en Hongrie, et Rija Studio, basé à Riga en Lettonie,. Le travail d'Exist Studio pose problème dans les premiers temps, car l'équipe est alors habituée à de petites commandes pour la télévision et est mal payée ; mais elle réalise quelques animations intégrées dans le film. De fait, le paiement du travail qu'elle fournit pour Kirikou pose également problème, car la société responsable du paiement de l'équipe fait faillite pendant la production, en ayant tenue secrète sa mauvaise situation financière : l'équipe est finalement payée, avec du retard. La majeure partie de l'animation est réalisée par les animatrices du studio de Riga ; Michel Ocelot passe une semaine par mois à Riga pour les vérifications et les corrections. Les dessins sont réalisés à la main, souvent avec un premier crayonné au crayon bleu, suivi d'un tracé définitif strict en ligne claire qui facilite l'animation et le coloriage. Les dessins sont alors scannés et l'animation est testée par ordinateur dans un rendu en basse définition, ce qui permet d'ajuster les placements des différents éléments d'une scène et les durées des animations. Le film ne contient aucun élément modélisé en images de synthèse mais uniquement des dessins plats agencés par couches.
Une fois les dessins réalisés, ils sont vérifiés et au besoin retouchés afin de peaufiner l'animation. En plus des vérificateurs des studios eux-mêmes, Michel Ocelot réalise une première vérification des dessins à Riga, puis l'équipe de vérification générale prend le relais en France.

#### Tournage informatique et post-production
Le tournage informatique du film a lieu dans deux studios : Les Armateurs, à Angoulême en France, et Odec Kid Cartoons, à Bruxelles en Belgique,. Le tournage informatique consiste à assembler sur ordinateur tous les éléments terminés du film (décors, personnages, accessoires, etc.) en complétant d'éventuels oublis, en gérant les mouvements de caméras multiplanes et en ajoutant les effets spéciaux, afin de fabriquer les images définitives du long métrage telles qu'elles seront projetées au cinéma. Chaque image se compose de nombreux éléments : plusieurs couches de décors, des accessoires et des personnages plus ou moins nombreux, les personnages étant eux-mêmes composés de plusieurs niveaux de dessins.
La phase finale du film est la post-production, au cours de laquelle sont réalisés le montage de l'image et du son avec l'ajout des différentes pistes sonores (dialogues, musique, ambiance et bruitages) et leur mixage.
Le studio d'animation bruxellois Odec Kid Cartoons réalise un peu plus de la moitié du traitement informatique de Kirikou, ainsi que la postproduction, le montage et la sonorisation.

### Distribution

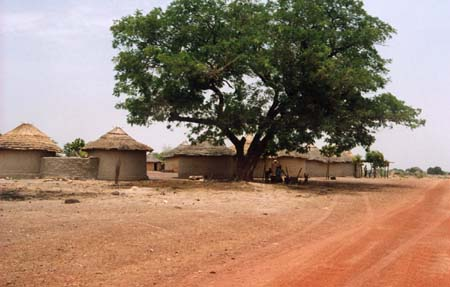
Village de Guinée, dans la préfecture de Siguiri, dont l'architecture est proche de celle du village de Kirikou.

Au cours de la production, les distributeurs européens et américains sont convaincus que le film ne se vendra pas bien. Le producteur du film, Didier Brunner, évoque en 2007 les inquiétude des conseillers commerciaux sur le moment : « Des conseillers parfaitement bien intentionnés m'avaient mis en garde : ce projet est impossible à animer et puis impossible à mettre sur le marché aussi, il ne montre que des Africains en plus. Les partenaires étaient gênés par la question de la nudité. Mais j'ai toujours été convaincu que ce serait un beau film. » Un autre argument invoqué par les distributeurs concerne la nudité du personnage principal et les scènes montrant des femmes les seins nus : ils réclament que Kirikou porte une culotte et les femmes des soutiens-gorges, mais Michel Ocelot s'y refuse, notamment parce qu'il tient à donner une vision de l'Afrique proche de ce qu'il a connu pendant son enfance en Guinée. La question des seins nus manque de peu de faire couler le projet lorsque Les Armateurs doivent demander une rallonge budgétaire à la chaîne France 3 pour terminer le film, car le responsable d'alors impose de couvrir les seins comme condition sine qua non au financement. Par chance pour l'équipe du film, ce responsable quitte la chaîne peu après, et son remplaçant accepte de compléter le budget sans imposer l'ajout de soutiens-gorge.
Le choix d'un distributeur pour la sortie française du film ne se fait finalement qu'assez peu de temps avant la sortie. Le producteur Didier Brunner passe contrat avec Gebeka Films, distributeur provincial alors récemment fondé, pour une sortie en salles au début du mois de décembre 1998. La distribution reçoit par ailleurs l'aide de l'Association française des cinémas d'art et d'essai. Les questions de nudité des personnages ne posent finalement aucun problème au moment de la réception du film en France.
La vente du film aux distributeurs étrangers ne pose pas de problème dans la majorité des cas ; lorsque le film ne sort pas en salles, il est projeté par les centres culturels français. Seule la distribution dans le monde anglo-saxon pose problème, les distributeurs n'acceptant pas la nudité de Kirikou et de plusieurs autres personnages. Aux États-Unis, Universal Pictures tente d'imposer l'ajout de culottes et de soutiens-gorge comme condition pour distribuer le film,. Le film est finalement distribué aux États-Unis par une petite compagnie franco-américaine, qui contourne le problème en choisissant de ne pas présenter Kirikou à la commission de classification, au risque de le rendre suspect ; elle décide tout de même de prévenir les parents de la nudité montrée dans le film en plaçant des affichettes à l'entrée des salles de projection. En Grande-Bretagne, la BBC déclare qu'il est impossible de montrer la « nudité frontale » de Kirikou ; le film ne trouve pas de distributeur en Grande-Bretagne avant 2003, année où l'intérêt des distributeurs est ranimé par le British Animation Award décerné au film.
Le film ne trouve pas de distributeur au Japon avant 2002 ; Michel Ocelot, alors invité à une rencontre à la Maison franco-japonaise de Tokyo, a l'occasion d'y rencontrer Isao Takahata. Celui-ci apprécie le film et en organise la sortie en salles au Japon par l'intermédiaire du studio Ghibli. Takahata, qui a étudié le français et connaît bien la culture française, traduit en japonais le roman d'Ocelot tiré de Kirikou, rédige les sous-titres japonais destinés aux projections en version originale, traduit les dialogues pour le doublage japonais et se charge de la distribution des rôles. La chanson thème de la sortie japonaise est "Hadaka no Kiriku" de Taeko Ōnuki.
En 2007, le film est distribué au Mali, au Niger et au Bénin par le biais de l'association cinéma numérique ambulant, qui organise des projections itinérantes du film dans des quartiers populaires ou des villages. Le public familial offre un bon accueil à ce film et aux suivants de Michel Ocelot.

## Accueil

### Accueil critique en France
Lors de sa sortie en France, le film reçoit un accueil critique favorable dans la presse généraliste. Jacques Mandelbaum, dans Le Monde, souligne l'originalité de Kirikou, qui « se démarque des traditionnels mastodontes de Celluloïd débarquant à cette époque de l'année, tout simplement parce qu'en montrant les choses autrement, il dit autre chose, pense d'une autre façon, rêve d'une autre manière ». Bernard Génin, dans Télérama, juge le film « coloré, drôle et vif », « tout simple et très beau », et estime que l'histoire prend des « résonances intemporelles, en évitant pesanteur et didactisme ». Michel Roudevitch, dans Libération, indique que le film « regorge de réjouissantes péripéties et se distingue par l'originalité (et la joliesse) de sa facture, exempte de stéréotypes caricaturaux ». Michel Pascal, dans Le Point, signe une critique courte mais très positive, où il juge l'ensemble une « splendide réussite graphique, magnifiée par la musique de Youssou N'Dour » et y voit « une perle de l'animation européenne ».
L'accueil de la presse spécialisée est également favorable. Gilles Ciment, dans Positif, donne au film un accueil dans l'ensemble favorable : il y voit une œuvre « ambitieuse » qui présente toutes les caractéristiques du conte, tout en s'ingéniant à échapper aux archétypes du genre. Tout en louant la splendeur des décors, des corps et des visages, il regrette une certaine raideur dans l'animation et « des facilités infographiques qui contrastent avec l'esthétique de l'ensemble ». Il voit dans Kirikou « une fable sur le sort de l'Afrique » qui contient aussi une réflexion sur les rapports entre les sexes. À l'été 2000, un peu plus d'un an après la sortie du film, la revue Ciné-Bulles lui consacre une critique détaillée, dans laquelle Yves Schaëffner analyse les subtilités du scénario et loue l'identité africaine du conte ainsi que son refus de s'en tenir aux standards établis par les studios Disney.

### Accueil critique ailleurs dans le monde
En Belgique, où le film sort fin mars 1999, le journal Le Soir lui consacre une excellente critique : Fabienne Bradfer y est pleinement convaincue, tant par le scénario que par les graphismes, et juge que « la qualité du scénario original et de la mise en scène place ce film d'animation parmi les meilleurs de cette décennie ».
Le film sort aux États-Unis en février 2000, à l'occasion du Mois de l'histoire des Noirs : il sort en salles à New York, puis à Chicago et Los Angeles. Une projection en avant-première a lieu en décembre 1999 à l'occasion de l'African Diaspora Film Festival de New York. Elvis Mitchell, dans le New York Times, donne un avis globalement positif sur le film, dont il souligne l'originalité par rapport aux productions américaines, la qualité de la bande-son et de la musique, et la cohérence des partis pris graphiques : « C'est une livraison d'animation de grande envergure, avec son propre impératif culturel ». Mitchell rapproche notamment le style graphique des personnages des pictogrammes de l'artiste afro-américain Romare Bearden. Il estime toutefois que le film conserve « une échelle modeste qui limite sa puissance », et conclut : « C'est davantage une œuvre à admirer qu'une œuvre où se plonger, mais il est facile d'imaginer les enfants hypnotisés par un héros encore plus petit qu'eux quand Kirikou restera continuellement dans le magnétoscope ».
En Grande-Bretagne, où le film ne connaît une réelle sortie en salles qu'en 2003, Kirikou reçoit un accueil également favorable. Le critique de la BBC, Jamie Russell, souligne que les différents niveaux de signification de l'histoire la rendent accessible aux jeunes enfants comme aux adultes, et juge que le résultat est « l'un des films d'animation les plus enchanteurs depuis assez longtemps ». Peter Bradshaw, dans The Guardian, signe l'une des critiques les plus négatives, et estime le film « raisonnable, mais peut-être seulement pour les très jeunes enfants ».

### Influence sur l'industrie de l'animation
Le succès de Kirikou et la Sorcière profite beaucoup au cinéma d'animation français au cours des années suivantes : en montrant qu'un long métrage d'animation français peut être très rentable, il incite les investisseurs à prendre plus au sérieux les projets en cours, alors que les réalisateurs avaient auparavant beaucoup de difficultés à les financer. Interviewé par Le Monde en décembre 2004, Stéphane Le Bars, délégué général du Syndicat des producteurs de films d'animation, indique : « On assiste, depuis, à une véritable relance de la production des longs métrages. (…) En 2003, cinq des sept dessins animés français ont fait partie des cinquante films les plus vus de l'année ».
Le même article nuance ce renouveau en précisant que le financement dans le domaine de l'animation reste délicat, mais cette période permet à plusieurs autres longs métrages de réunir plus facilement des budgets moins précaires que celui de Kirikou. Ainsi Michel Ocelot rencontre bien moins de difficultés pour réunir 8,5 millions d'euros afin de réaliser Azur et Asmar, qu'il peut de plus réaliser entièrement à Paris et non de manière dispersée comme l'avait été Kirikou. Dans une interview en 2006, Michel Ocelot résume : « Tous les professionnels s’accordent sur le fait qu’il y a eu un avant et un après Kirikou et la Sorcière. En dépassant le million de spectateurs, j’ai montré qu’un film d’animation français pouvait rapporter de l’argent ». La même année, Jacques-Rémy Girerd, autre réalisateur de longs métrages d'animation, insiste de son côté sur le fait que Kirikou a aussi attiré l'attention du public : « il a fallu attendre Kirikou pour que le public renoue avec les films d’animation ». Dans une interview en 2007, le producteur de films d'animation Philippe Alessandri parle d'un « effet Kirikou » qui a facilité le financement du film qu'il préparait en 1998, Les Enfants de la pluie, réalisé par Philippe Leclerc et sorti en 2003.
Le succès de Kirikou et la Sorcière s'inscrit a posteriori dans une série de succès de films d'animation français comme Les Triplettes de Belleville de Sylvain Chomet (2003) puis Persepolis de Vincent Paronnaud et Marjane Satrapi (2007), qui remportent des succès à la fois critiques et commerciaux, autant en France qu'à l'étranger ; ces films valent au savoir-faire des animateurs français d'être reconnu au niveau international, et contribuent à représenter la culture française à l'étranger. Un ouvrage sur l'animation française paru en 2017, près de vingt ans après la sortie du film, évoque les vingt années allant de 1998 à 2017 comme « un véritable petit âge d'or » et évoque le rôle du succès de Kirikou en ces termes : « Légende ou réalité, le microcosme de l'animation française considère aujourd'hui que la renaissance du film d'animation français résulte du succès inattendu de Kirikou et la Sorcière de Michel Ocelot, preuve que cinéma d'auteur et succès commercial sont non seulement compatibles mais représentent même la spécificité et la force du cinéma d'animation européen ».
En Afrique, le succès remporté par les aventures de Kirikou est considéré comme un bon signe pour la diffusion des cultures africaines à l'étranger et pour le développement d'une industrie d'animation propre au continent, qui disposait déjà de nombreux animateurs et réalisateurs, mais pas de studios entièrement africains. Dans le même temps, il suscite une réaction d'émulation de la part de réalisateurs africains désireux de réaliser leurs propres films au sujet de leur culture. L'animateur franco-camerounais Pierre Awoulbe Sauvalle, cofondateur en 1998 du studio d'animation sénégalais Pictoon, souhaite surmonter le paradoxe d'une Afrique représentée uniquement par des œuvres étrangères : « Notre richesse culturelle et notre imaginaire sont toute une part d’évasion dont la jeunesse a besoin. Quand on regarde le succès planétaire de Kirikou (réalisé par un Français, ndlr) ou du Roi lion — qui est d’ailleurs le dessin animé qui a rapporté le plus aux studios Disney — c'est assez révélateur. Il faut que nous sachions vendre notre culture ou d’autres s’en chargeront à notre place ».

## Box-office
Kirikou et la Sorcière sort sur les écrans français en même temps que trois grosses productions américaines de fin d'année qui sont également des films d'animation : Mulan des studios Disney, Le Prince d'Égypte et Fourmiz, deux productions de Dreamworks. Kirikou est projeté dans une soixantaine de salles, n'est pas visible dans les multiplexes, et n'est diffusé que l'après-midi, mais rassemble néanmoins 50 025 entrées au cours de sa première semaine d'exploitation, une très bonne performance pour de telles conditions de diffusion.
Le film est un succès commercial inattendu. Au 30 mars 1999, le film a recueilli plus de 683 500 entrées. En juin 1999, Kirikou approche du million d'entrées, et, à l'issue de son exploitation en France, Kirikou a accumulé 1 400 000 entrées. Dans le courant de l'année 1999, le film sort dans neuf autres pays d'Europe, et par la suite, en avril 2000, aux États-Unis, pays où les films étrangers sont habituellement peu diffusés. En Europe, le film remporte des succès notables au cours de l'année 1999 en Italie (plus de 99 000 entrées entre sa sortie le 21 décembre et la fin de l'année) et en Allemagne (plus de 76 800 entrées entre sa sortie en octobre et la fin de l'année), mais rencontre moins de succès en Norvège (un peu plus de 73 000 entrées entre sa sortie en juillet et la fin de l'année) puis, en 2001, en Espagne (moins de 39 000 entrées entre sa sortie le 10 décembre et la fin de l'année). Entre 1998 et 2004, Kirikou et la Sorcière est distribué dans une quarantaine de pays et traduit en une trentaine de langues.
| Pays ou région    | Box-office        |
| ----------------- | ----------------- |
| France            | 1 603 652 entrées |
| Allemagne         | 101 186 entrées   |
| Italie            | 109 270 entrées   |
| Espagne           | 111 715 entrées   |
| Norvège           | 90 193 entrées    |
| Belgique          | 82 772 entrées    |
| Suisse            | 52 045 entrées    |
| Portugal          | 42 815 entrées    |
| Suède             | 25 650 entrées    |
| Danemark          | 22 623 entrées    |
| Total hors France | 820 000 entrées   |
| Total Monde       | 2 423 652 entrées |

## Distinctions

### Principales récompenses
Kirikou et la Sorcière remporte de nombreux prix. En France, le prix le plus important reçu par le film est le Grand prix du meilleur long métrage d'animation au Festival international du film d'animation d'Annecy en 1999. À l'étranger, Kirikou est primé dans de nombreux festivals internationaux consacrés au film d'animation en général ou aux films pour la jeunesse, en Europe, en Amérique, en Afrique et en Asie.
En Europe, le film est notamment primé en 1999 aux Pays-Bas, où il remporte le Prix Cinékid au festival Cinékid d'Amsterdam. En Suisse, il remporte deux prix, le Château d'argent et le prix « Environnement et santé », au Festival international du film pour la jeunesse « Castelli in aria ». En Grande-Bretagne, Kirikou reçoit en 2002 le prix du meilleur long métrage d'animation européen aux British Animation Awards, ex æquo avec Chicken Run.
Aux États-Unis, le film est primé deux fois en 1999 au Festival International du film pour enfants de Chicago (Chicago International Children's Film Festival), où il reçoit le premier prix de la part du jury enfants et du jury adultes. Au Canada, le film remporte notamment le prix Animé TVA 1999 au Festival du cinéma international en Abitibi-Témiscamingue et le Prix spécial du jury pour un long métrage au Festival international du film pour enfants de Montréal en 2000. En Amérique du Sud, Kirikou remporte plusieurs prix, dont le Prix du meilleur film pour la jeunesse au Festival international du film de Carthagène, en Colombie, en 2000.

### Liste des récompenses
La liste qui suit est donnée par Michel Ocelot dans son livre Tout sur Kirikou ; elle n'indique donc que les prix reçus entre 1998 et 2003.
- Trophée d'argent, Festival international du film d'enfants, Le Caire, Égypte.
- Grand prix du long métrage, Festival international du film d'animation d'Annecy, France.
- Grand prix de KECSKMET, Festival international du long métrage d'animation, Hongrie.
- Prix du public, Festival international du film, Zanzibar, Tanzanie.
- Prix du long métrage, Festival international du film d'animation, Espinho, Portugal.
- Prix du long métrage, Festival international du film pour l'enfance et la jeunesse, Sousse, Tunisie.
- Château d'argent, prix Qualité de vie, festival « Castelli in Aria », Bellinzona, Suisse.
- Prix du long métrage, Festival international du film d'animation, Krok, Ukraine.
- Prix des Enfants, Festival international du film l'Oiseau bleu, Kiev, Ukraine.
- Prix du Jury Enfants, Festival international du film pour enfants, Chicago, États-Unis.
- Prix du Jury Adultes, Festival international du film pour enfants, Chicago, États-Unis.
- Prix Animé TVA 1999, Festival du cinéma international en Abitibi-Témiscamingue Canada.
- Prix CIFEJ, Festival international du film pour enfants, Oulu, Finlande.
- Prix du Jeune public, Rencontres internationales du cinéma d'animation de Wissembourg, France.
- Prix Spécial du jury, Festival international du film pour enfants, Montréal, Canada.
- Prix du long métrage, Festival international du film, Malmö, Suède.
- Prix du Jury des jeunes, Festival international du film pour la jeunesse, Vancouver, Canada.
- Prix des Rencontres ciné jeunes (jurys d'enfants dans 36 villes), France.
- Prix du Festival international de théâtre pour les enfants, Fermo, Italie.
- Prix de la meilleure musique, Festival du film français, Jakarta, Indonésie.
- Prix de la Chèvre d'argent, Festival international du film pour enfants, Poznań, Pologne.
- Prix Cinekid, Amsterdam, Pays-Bas.
- Diplôme Biennale d'animation de Bratislava (BAB), Slovaquie.
- Prix du meilleur long métrage d'animation, Festival international de Montevideo, Uruguay.
- Premier prix, Festival international du film de Carthagène, Colombie.
- Prix spécial du jury, Worldfest Festival International du Film, Houston, États-Unis.
- Prix du public, Festival international de Asuncion, Paraguay.
- Gold Kazoo, prix du public, Kalamazoo, États-Unis.
- British Animation Award pour le meilleur long métrage (ex aequo avec Chicken Run), Londres, Grande-Bretagne.

Par ailleurs, le film fait partie de la Liste du BFI des 50 films à voir avant d'avoir 14 ans établie en 2005 par le British Film Institute.

## Analyse

### Un conte

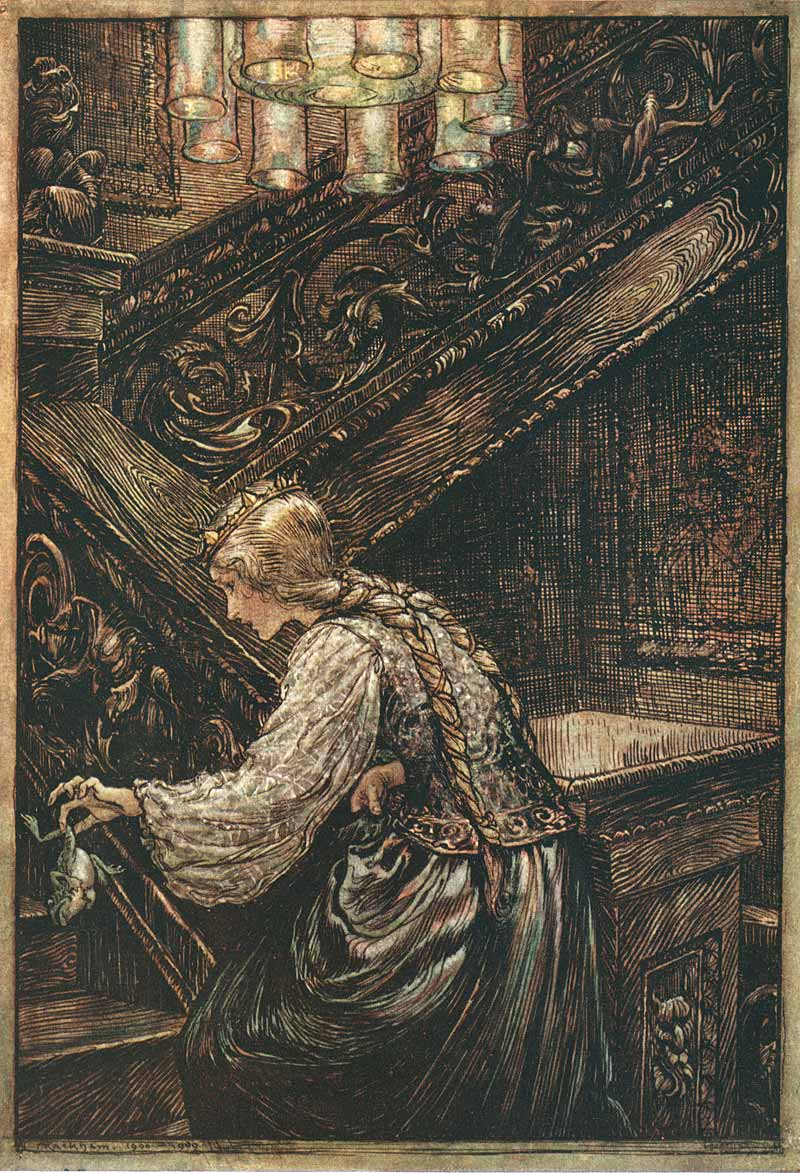
Kirikou emprunte aux contes occidentaux le motif du baiser magique, présent par exemple dans Le Roi Grenouille des frères Grimm, ici illustré par Arthur Rackham en 1909.

Par ses sources d'inspiration et par sa structure, Kirikou et la Sorcière se rattache au genre du conte, de même que plusieurs précédentes réalisations de Michel Ocelot (en particulier ses séries de courts métrages pour la télévision, La Princesse insensible en 1986 et Ciné Si en 1989). Les critiques de presse s'accordent à reconnaître dans l'histoire de Kirikou les caractéristiques du conte, tout en appréciant le fait que les archétypes mobilisés ne confinent pas le résultat à un manichéisme facile. Gilles Ciment, dans Positif, remarque que, si la quête de Kirikou relève du parcours initiatique (Kirikou cherche à comprendre « pourquoi Karaba est méchante ») et de la lutte contre les forces du mal (empêcher Karaba d'imposer son règne de terreur au village), l'univers du film échappe au schématisme et aux stéréotypes : tous les « anciens » ne sont pas des « sages », Kirikou lui-même n'est pas exempt de défauts, et la méchanceté de Karaba trouve son origine non pas dans une essence maléfique, mais dans la souffrance due au mal infligé par d'autres. Yves Schaëffner, dans Ciné-Bulles, voit dans la quête de Kirikou un combat entre la superstition, représentée par le marabout du village, et la raison, incarnée d'un côté par l'intelligence de Kirikou lui-même et de l'autre par le sage de la montagne, qu'il s'agit de rejoindre, tandis que les agents de Karaba font tout pour empêcher les villageois d'accéder au savoir.

### Rapports de genre et violences sexuelles
Les rapports de genre sont un autre thème important du film. La féminité est associée aux formes rondes (cases du village, calebasses, seins, ventre de la mère) tandis que le monde masculin est caractérisé par des objets longs et tranchants (poignard, bâtons, etc).
Les rapports entre hommes et femmes sont soulignées en particulier par la relation entre Kirikou et Karaba. La sorcière Karaba, qui a kidnappé tous les hommes du village et les a changés en fétiches serviles, est elle-même à l'origine une victime : elle a été agressée par un groupe d'hommes qui lui ont enfoncé dans le dos une épine qui la fait terriblement souffrir, et qui lui donne ses pouvoirs magiques. Selon Gilles Ciment, l'histoire de Karaba autorise une lecture allégorique : les adultes peuvent l'interpréter comme le récit du traumatisme d'un viol collectif. Cette lecture a été développée en psychothérapie. Couverte de honte, Karaba a sans doute été chassée de son village par les siens. L'expérience traumatisante de Karaba la pousse à se retourner contre ceux qui l'ont agressée et tous les habitants. À rebours de la figure traditionnelle de la sorcière, mauvaise par nature, Karaba est devenue méchante à cause de la violence des hommes. Les habitants l'accusent de tous les malheurs qui touchent le village et en font une responsable toute trouvée, n'allant pas plus loin que leurs superstitions ou leurs croyances. L'illustratrice féministe Blanche Sabbah ajoute que Karaba, couverte de honte, a sans doute été chassée de son village par les habitants, la poussant à vouloir se venger. L'histoire racontée dans Kirikou est ainsi, en filigrane, l'échec d'une communauté à protéger une victime de viol.
Pour Blanche Sabbah, Karaba porte un trauma qu'elle ne peut guérir seule, à l'instar de nombreuses victimes de violences sexuelles. Véronique Cormon ajoute que Karaba vit en état de dissociation avec son corps : « Elle ne montre qu’une seule face de son corps et reste immobile, comme si celui-ci n’avait pas d’épaisseur. Elle est dissociée de son corps, siège des émotions, qui représente pour elle la cause de sa souffrance ». En réaction, elle brise également les corps en transformant les hommes en fétiches et en faisant mourir les plantes partout où elle passe. Pour autant, elle refuse de révéler son secret, car retirer l'épine lui ferait revivre le traumatisme qu'elle a subi. Il faut que Kirikou crève l'abcès, de même qu'il a percé le monstre qui buvait toute l'eau de la source, pour dénouer la situation. Le cri que pousse Karaba lorsque l'épine lui est enlevée représente, pour Cormon, le symbole de la parole libérée, qui n'est plus prisonnière du silence imposé par les agresseurs à leur victime sur ce qu'elle a subi.
Kirikou accède à l'âge adulte, et donc à la virilité, en ôtant l'épine du dos de Karaba, c'est-à-dire en rachetant le mal fait par d'autres hommes avec leur virilité. À des relations violentes entre les sexes, caractérisées par une conception autoritaire de la virilité, et qui ont connu ensuite avec Karaba l'excès inverse de la terreur imposée par une femme, succède ainsi une réconciliation qui ouvre sur des relations apaisées entre les sexes. En cherchant la raison de la méchanceté de Karaba, Kirikou s'inscrit dans une démarche de réparation plutôt que de vengeance. Catherine Lanone voit dans la métamorphose de Kirikou une perspective féministe : contrairement aux contes classiques, ce n'est pas un prince charmant qui réveille une princesse endormie, mais une femme qui fait d'un enfant un homme à travers un baiser. Ce message « prône la résilience et l’autonomie, mais aussi l’ouverture à l’autre »[réf. nécessaire]

### Lectures politiques et religieuses
Plusieurs critiques voient aussi dans le film une dimension politique liée à la situation contemporaine des pays africains. Gilles Ciment voit dans le parcours de Kirikou « l'aventure compliquée de l'émancipation de l'Afrique, qui doit cesser de subir et prendre son destin en main ». Selon Yves Schaëffner, Ocelot, par le biais de ce conte, professerait « son malaise devant une Afrique toujours prisonnière d'une élite qui utilise mal son pouvoir et qui maintient les gens dans l'ignorance ».
Les lectures religieuses du film, ou la recherche d'inspirations religieuses dans l'intrigue, ont été fréquentes parmi les remarques et les questions que Michel Ocelot rapporte avoir reçues dans différentes régions du monde : Kirikou était rapproché par exemple du christianisme, du bouddhisme ou de l'islam ; Ocelot indique ne s'être inspiré d'aucune religion en particulier.

## Adaptations et produits dérivés

### Produits dérivés
Aucun droit dérivé du film n'est exploité au moment de la sortie de Kirikou ; ce n'est qu'avec le succès inattendu du film que des produits dérivés sont conçus peu à peu. Michel Ocelot surveille de près l'exploitation commerciale de Kirikou, qu'il dit avoir acceptée « parfois avec amusement, parfois avec réticence », d'une part afin de disposer de budgets moins restreints pour ses films suivants, d'autre part parce que certains objets réalisés autour de Kirikou lui paraissaient intéressants en eux-mêmes. Ocelot est amené à déposer le nom « Kirikou » comme marque afin d'en contrôler l'utilisation.
La musique du film n'est pas commercialisée dans son intégralité. Seul un CD single est édité chez EMI Virgin Music en décembre 1998 ; il contient la chanson principale du film, écrite, composée et réalisée par Youssou N'Dour et interprétée par Mendy Boubacar, ainsi que la version instrumentale de la chanson. Ce single est édité au Japon chez Toshiba en juin 2003. Les deux versions de la chanson sont rééditées en 2003 dans la compilation Youssou N'Dour et ses amis éditée par Warner Music. En 2003 paraît au Japon un autre single, consacré celui-ci à la chanson « Hadaka no Kiriku », version japonaise de « Kirikou, l'enfant nu », dans sa version chantée (interprétée par Toaeko Ônuki) et dans sa version instrumentale.
Un roman racontant le film, écrit par Michel Ocelot, paraît au Livre de poche, suivi d'un livre illustré racontant le film, édité par Milan en 2001. Au cours des années suivantes, plusieurs livres illustrés pour enfants développant des aventures originales de Kirikou (Kirikou et la hyène noire, Kirikou et le buffle aux cornes d’or, Kirikou et le fétiche égaré) paraissent chez le même éditeur. Le succès en librairie de ces ouvrages est à l'origine de la conception d'un projet de nouvelles aventures de Kirikou en DVD, qui aboutit finalement au long métrage Kirikou et les Bêtes sauvages. Un livre illustré de Michel Ocelot racontant la conception de Kirikou et la Sorcière, Tout sur Kirikou, paraît en 2003 aux éditions du Seuil.
Un jeu vidéo adapté du film, Kirikou, est conçu par Étranges Libellules et édité par Wanadoo Éditions en novembre 2001. C'est un jeu d'action sur CD-Rom pour PC, jouable en environnement Windows 95 98, Windows Me et Windows XP. Destiné aux jeunes enfants, il reprend l'histoire du film à travers huit niveaux dans lesquels le joueur incarne Kirikou.

### Éditions en vidéo

#### DVD
Le DVD de Kirikou et la Sorcière, édité par France Télévisions Distribution, paraît fin septembre 1999 ; il contient simplement le film, sans complément. Une nouvelle édition paraît chez le même éditeur en décembre 2002 et inclut cette fois quelques compléments (la bande-annonce, des notes de production, des filmographies, un documentaire et un making of). Une nouvelle édition du DVD simple paraît, toujours chez France Télévisions, en avril 2005, et comprend cette fois des notes de production, la chanson du film, un quiz et une séance de questions-réponses avec Michel Ocelot.
Une première édition collector en deux DVD paraît en octobre 2003 ; elle comprend un karaoké, une interview de Michel Ocelot, une scène en plusieurs langues, une comparaison entre le storyboard animé et la scène terminée, ainsi que des pistes DVD-Rom (jeux, coloriages, fonds d'écran et économiseur d'écran). Le film est ensuite réédité en octobre 2008 dans un coffret « Intégrale Kirikou » comprenant aussi le second film Kirikou et les Bêtes sauvages, la comédie musicale Kirikou et Karaba, un documentaire Kirikou présente les animaux d'Afrique et un livret de coloriage avec crayons de couleurs.
Le film fait une bonne carrière en DVD : en décembre 2005, 700 000 exemplaires du DVD ont été vendus.

#### Blu-ray
Le film est édité en Blu-ray par France Télévisions en août 2008. Les compléments sont équivalents à ceux de l'édition du DVD simple de 2005, auxquels s'ajoutent une présentation des personnages, un lexique et une séance de questions d'enfants à Michel Ocelot.

## Autres films consacrés à Kirikou
Le succès de Kirikou et la Sorcière entraîne tant les distributeurs que les spectateurs à réclamer de nouvelles aventures de Kirikou, et en particulier une suite. Michel Ocelot, à l'origine, ne pensait pas réemployer le personnage, car le premier film amène l'aventure de Kirikou à la conclusion qu'il recherchait : une suite prolongeant cette conclusion serait selon lui une fausseté. Il finit cependant par accepter de réaliser non pas une suite, mais des « souvenirs » de Kirikou, qui se déroulent chronologiquement pendant les événements du premier film. Ce sont tout d'abord des livres pour la jeunesse, puis une nouvelle série d'aventures de Kirikou, qui prend finalement la forme d'un second long métrage : Ocelot le coréalise avec Bénédicte Galup en même temps qu'il travaille à un autre long métrage sans lien avec Kirikou, Azur et Asmar. Le deuxième long métrage consacré à Kirikou, Kirikou et les Bêtes sauvages, sort en décembre 2005 et relate quatre courtes aventures de Kirikou pendant sa lutte contre Karaba.
En juillet 2010, un troisième long métrage mettant en scène Kirikou est annoncé ; sa sortie, d'abord prévue pour décembre 2012, a finalement lieu dès octobre 2012. Intitulé Kirikou et les Hommes et les Femmes, ce troisième long métrage regroupe cinq histoires reliées les unes aux autres et racontées une nouvelle fois par le grand-père de Kirikou, sur le même principe que Kirikou et les Bêtes sauvages. Ces histoires mettent cette fois en avant les villageois dans leurs relations entre eux ou avec des étrangers.